# Cuddy Buddy
Cuddy Buddy è un singolo del rapper statunitense Mike Jones, pubblicato nel 2008 e interpretato insieme a Trey Songz, Lil Wayne e Twista. Il brano, nella versione presente sull'album The Voice, vede la partecipazione di T-Pain al posto di Trey Songz.

## Tracce
- Download digitale

1. Cuddy Buddy (featuring Trey Songz, Lil Wayne & Twista) – 4:46